# Samuel Reshevsky
Samuel Herman Reshevsky (tên khai sinh: Szmul Rzeszewski; ngày 26 tháng 11 năm 1911 - ngày 4 tháng 4 năm 1992) là một thần đồng cờ vua người Ba Lan và sau đó là một đại kiện tướng cờ vua hàng đầu người Mỹ. Ông không bao giờ là một kỳ thủ cờ vua toàn thời gian. Ông là một ứng cử viên mạnh cho Giải vô địch cờ vua thế giới từ giữa những năm 1930 đến giữa những năm 1960: ông đã giành vị trí thứ ba trong Giải đấu vô địch cờ vua thế giới năm 1948 và giành vị trí thứ hai trong Giải đấu Ứng viên 1953. Reshevsky là kỳ thủ vô địch tám lần Giải vô địch cờ vua Hoa Kỳ, cùng với Bobby Fischer giữ kỷ lục vô địch giải này nhiều nhất mọi thời đại. Là một kỳ thủ xuất sắc trong suốt sự nghiệp của mình, Reshevsky là kỳ thủ chơi chiến lược xuất sắc, và có thể là một nhà chiến thuật xuất sắc khi thế trận yêu cầu. Ông dành thời gian dài cho các nước đi khai cuộc của mình, và thường bị áp lực về thời gian, nhưng điều này đôi khi làm cho đối thủ lo lắng nhiều hơn so với Reshevsky.
Ông là một kế toán viên chuyên nghiệp, và là một nhà văn viết về cờ vua được đánh giá cao.

## Tuổi thơ, trình diễn cờ vua từ nhỏ và kết quả thi đấu
Reshevsky được sinh ra tại Ozorkow gần Łódź, Ba Lan, trong một gia đình người Do Thái. Ông đã học chơi cờ vua từ năm bốn tuổi và sớm được hoan nghênh như một thần đồng. Năm tám tuổi, Reshevsky đã đánh bại nhiều người chơi có tên tuổi một cách dễ dàng và tổ chức các buổi đánh cờ biểu diễn.
Vào tháng 11 năm 1920, cha mẹ Reshevsky chuyển đến Hoa Kỳ để kiếm sống bằng cách công khai thể hiện tài năng của con họ. Reshevsky đã chơi hàng ngàn buổi đánh cờ biểu diễn trong các triển lãm trên khắp Hoa Kỳ. Ông chơi trong giải đấu New York Masters năm 1922; ở giai đoạn đó, Reshevsky có khả năng là cầu thủ trẻ nhất từng thi đấu ở một giải đấu mạnh.
Trong thời gian tuổi trẻ, Reshevsky không đến trường, điều này khiến cha mẹ ông phải tới Tòa án quận ở Manhattan và đối mặt với cáo buộc giám hộ không đúng quy cách. Tuy nhiên, Julius Rosenwald, đồng sở hữu giàu có của Sears, Roebuck and Company ở Chicago, ngay sau đó trở thành người tài trợ của Reshevsky, và ông đảm bảo tương lai của Reshevsky với điều kiện cậu bé sẽ hoàn thành việc học của mình.
Reshevsky không bao giờ trở thành một kỳ thủ thực sự chuyên nghiệp. Ông đã từ bỏ cờ vua chuyên nghiệp trong bảy năm, từ 1924 đến 1931, để hoàn thành giáo dục trung học trong khi thi đấu thành công trong các sự kiện với chu kỳ không thường xuyên trong giai đoạn này.
Reshevsky tốt nghiệp Đại học Chicago năm 1934 với bằng kế toán và nuôi sống bản thân và gia đình bằng cách làm kế toán. Ông chuyển đến thành phố New York và sống ở đó hoặc ở vùng ngoại ô của nó cho đến cuối đời. Năm 1941, vợ ông, Norma Mindick, sinh được ba người con. Là người Do Thái chính thống sùng đạo, Reshevsky sẽ không chơi cờ trong ngày Sa-bát của người Do Thái; các ván đấu của ông do vậy đã được sắp xếp lại.